# Osmotische druk

Osmotische drukverschillen bij rode bloedcellen

Osmotische druk (osmotische potentiaal) is het drukverschil dat tussen twee oplossingen van verschillende concentraties ontstaat ten gevolge van osmose. Met de term osmotische waarde van een enkele oplossing wordt de osmotische druk aangeduid ten opzichte van het zuivere oplosmiddel.
De osmotische druk {\displaystyle \Pi } is voor verdunde oplossingen:
{\displaystyle \Pi =iMRT}
Hierbij is:
| {\displaystyle \Pi } | de osmotische druk in pascal                                                        |
| {\displaystyle i}    | de van 't Hoff-factor                                                               |
| {\displaystyle M}    | de concentratie van de oplossing (of het concentratieverschil), gegeven in mol·m−3. |
| {\displaystyle R}    | de gasconstante (ca. 8,3144 J·mol−1·K−1)                                            |
| {\displaystyle T}    | de absolute temperatuur in K                                                        |
Het doet er hierbij niet toe wat er is opgelost, wel is het aantal opgeloste deeltjes belangrijk. Voor een 1 mol/liter oplossing van natriumchloride geldt dat M=2000 (1000 mol/m3 Na+-ionen en 1000 mol/m3 Cl−-ionen).
Als de osmostische druk de kans wordt gegeven, kan een evenwichtsdruk (hoogteverschil) worden opgebouwd tussen twee oplossingen van verschillende concentraties:
|  |

{\displaystyle P_{\text{1a}}>P_{\text{2a}}}
{\displaystyle P_{\text{1b}}=P_{\text{2b}}}
{\displaystyle P_{\text{1a}}-P_{\text{2a}}=\Delta H\rho g}
P = druk [Pa]
ΔH = hoogteverschil [m]
ρ = dichtheid [kg m−3]
g = gravitatie [m s−2]